# Lomariopsis warneckei
Lomariopsis warneckei là một loài thực vật có mạch trong họ Lomariopsidaceae. Loài này được (Hieron.) Alston mô tả khoa học đầu tiên năm 1934.